# 密西西比突頜魚
密西西比突領魚（学名：Hybognathus nuchalis）为輻鰭魚綱鯉形目雅羅魚科的其中一種，本魚體延長而側扁，體被銀色鱗片，背部中央有一條黑色條紋，體長可達12公分，分布於北美洲美國密西西比河流域，成魚出現通常在泥與緩動性溪流的沼澤中活動，以藻類、有機碎屑等為時，體長可達18公分，繁殖期約在初夏。

## 扩展阅读
維基物種上的相關：密西西比突領魚
1. ↑  NatureServe. . The IUCN Red List of Threatened Species. 2013, 2013: e.T202113A18230784. doi:10.2305/IUCN.UK.2013-1.RLTS.T202113A18230784.en.